# Якиміщак Дмитро
Дмитро́ Якиміща́к  (1888, с. Заріччя, Надвірнянський повіт,  Австро-Угорщина — 1958, Канада) — канадійський учитель, адвокат, політик родом з села Заріччя, Надвірнянського повіту.

## Життєпис
Якиміщак народився в Галичині в сім'ї заможних селян. Навчався в українській школі. В 1898 році разом з родиною переїхав до Канади. Продовжив свою освіту в Манітобському університеті, отримавши диплом бакалавра мистецтв та ступінь юриста. Згодом став одним з перших українських учителів в Канаді. Брав участь у першій учительській конвенції 1907 року. Обраний директором «Української видавничої компанії».
Вперше обрався до Манітобського парламенту на виборах в 1920 році як незалежний фермер, перемігши члена Консервативної партії Роя Уітмена та представника Ліберальної партії Джона Д. Баскервіля на південно-східному виборчому окрузі Емерсона. Він приєднався до блоку незалежних фермерів у парламенті Манітоби. Переобирався на виборах 1922 року, вигравши ще з більшим результатом.  Програв обрання до законодавчого органу Манітоби в 1927 році.
Був співорганізатором Української економічної організації «Ланцюг».